# 해당화
해당화(海棠花, 영어: Rosa rubiginosa 또는 eglantine, 문화어: 열기나무)는 장미과에 속하는 낙엽 활엽관목이다. 흔히 매괴(玫瑰)라고 부르기도 한다. 꽃이 아름답고 특유의 향기가 있어 관상식물로 좋다.

## 생태
작은키나무로, 1~1.5m의 높이로 자란다. 바닷가의 모래땅이나 산기슭에 군락을 형성하며 자란다. 7~9장의 잔잎으로 이루어진 깃털 모양의 꽃은 5~7월에 피고, 8월부터는 주홍색 열매를 맺는다. 뿌리에서 많은 줄기가 갈라지고 가시와 털이 많다. 일본, 중국, 사할린, 쿠릴, 캄차카에 분포되었다.

## 쓰임새
어린 순은 나물로 먹고 뿌리는 당뇨병, 치통, 관절염에 좋은 것으로 알려져 있으며, 꽃은 진통과 지혈은 물론 향수의 원료로도 사용한다.

## 재배 및 관리
토양의 종류를 가리지 않지만 습도가 적당하고 비옥한 사질 양토에서 잘 자라며, 주로 해변의 모래 땅에서 자생한다. 노지에서 월동이 가능하며 전국 어디서나 재배할 수 있다. 햇빛이 잘 드는 곳에 심는 것이 좋다. 가뭄에 잘 견디고 염해에도 강하다.

## 사진

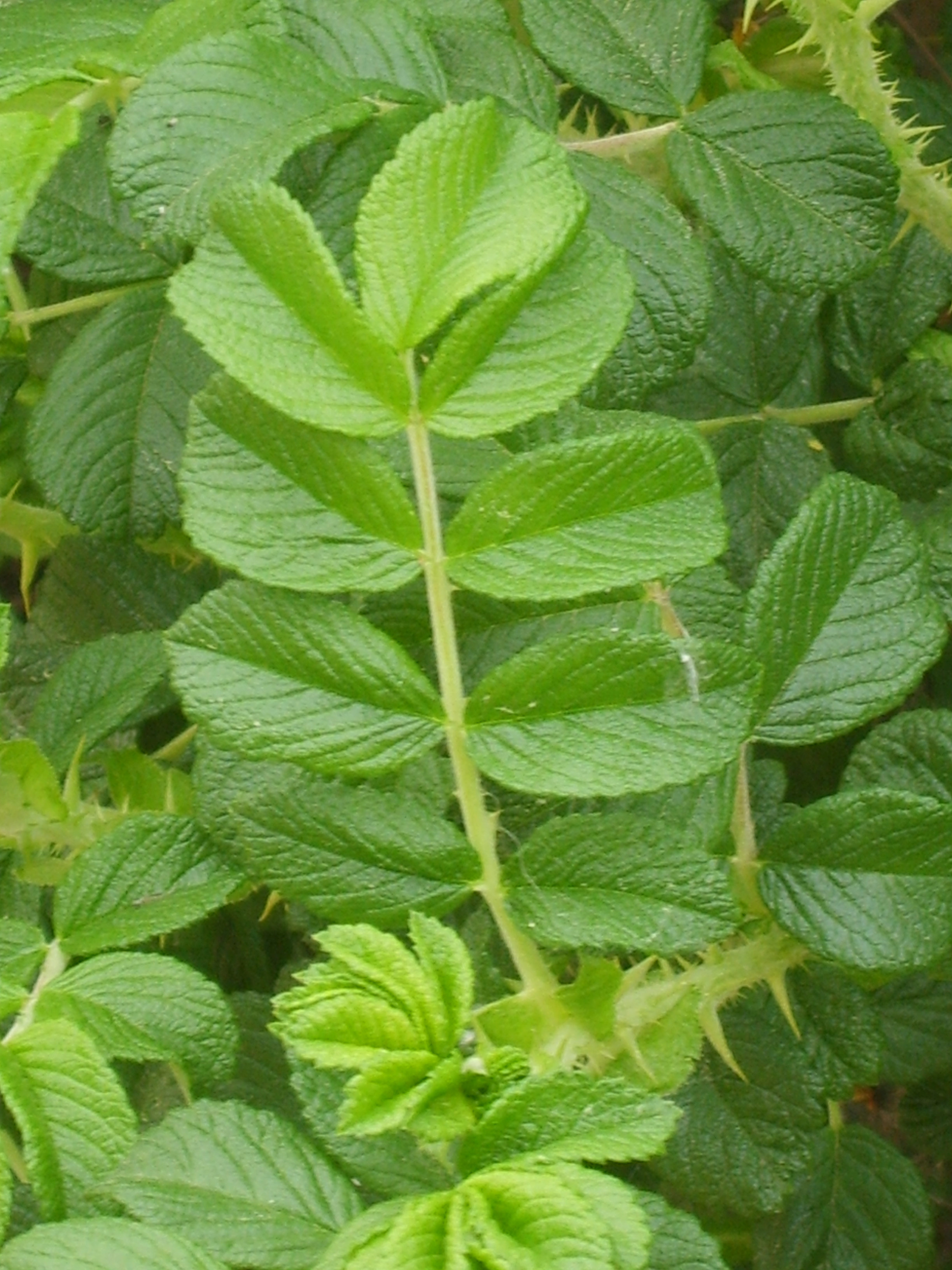
잎
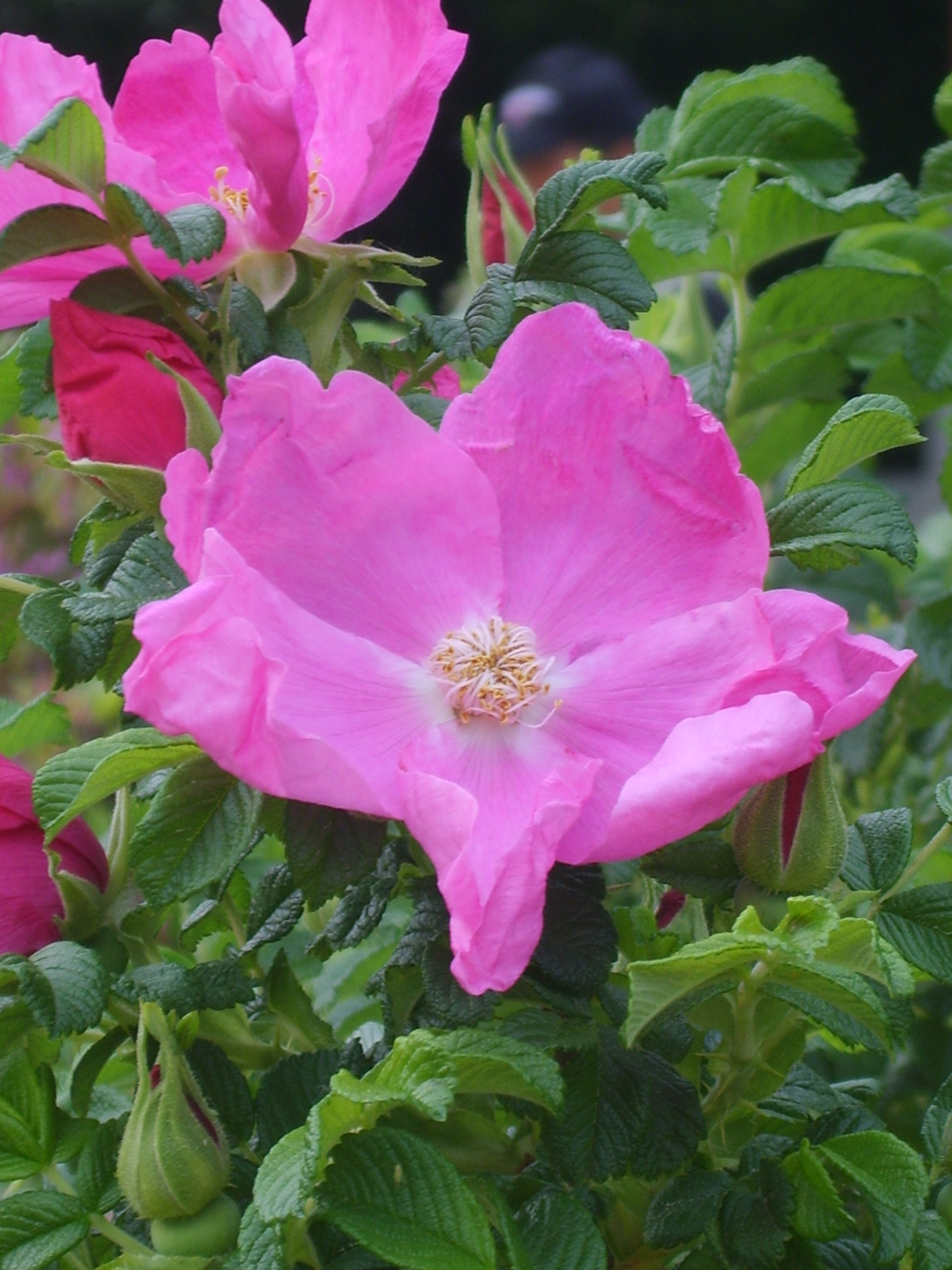
꽃
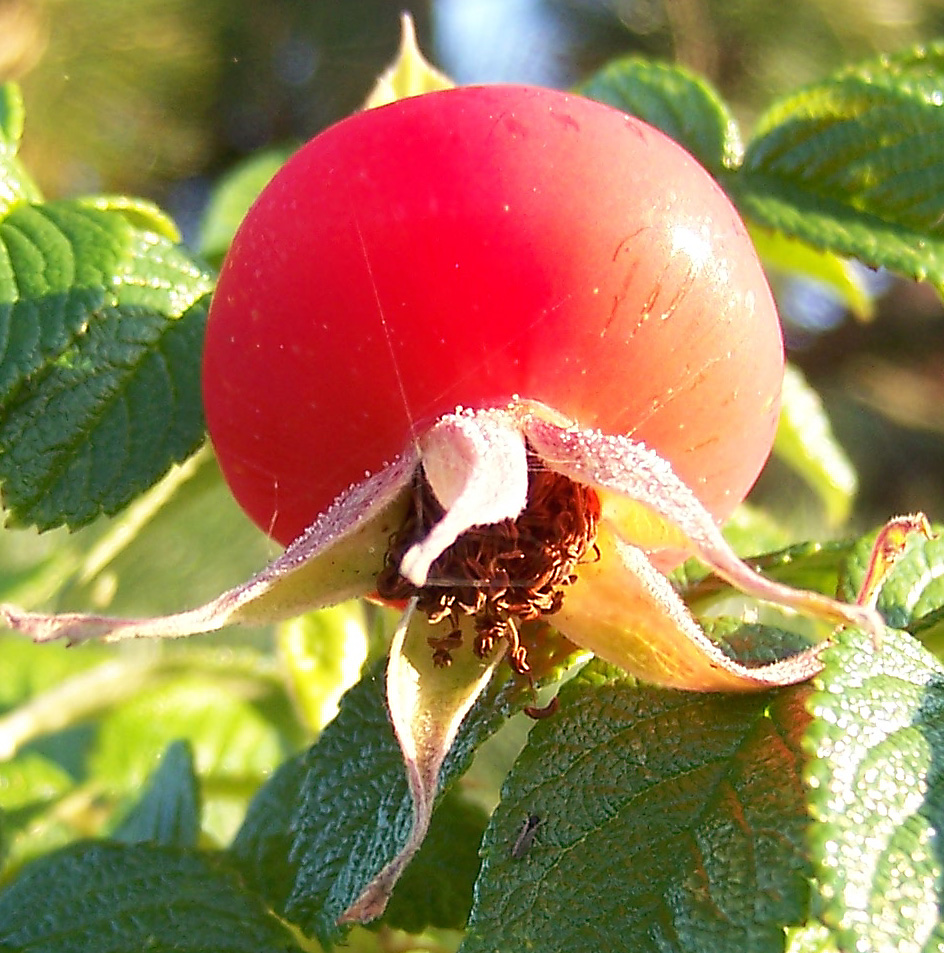
열매